# Староклёнский сельсовет
Староклёнский сельсовет — сельское поселение в Первомайском районе Тамбовской области.
Административный центр — село Староклёнское.

## Население
| 2010  | 2012  | 2013  | 2014  | 2015  | 2016  | 2017  |
| ----- | ----- | ----- | ----- | ----- | ----- | ----- |
| 1813  | ↗1904 | ↗1911 | ↗1941 | ↘1851 | ↘1760 | ↘1669 |
| 2018  | 2019  | 2020  | 2021  |       |       |       |
| ↘1632 | ↘1559 | ↘1525 | ↘1211 |       |       |       |

## Состав сельского поселения
| № | Населённый пункт             | Тип населённого пункта       | Население |
| - | ---------------------------- | ---------------------------- | --------- |
| 1 | Змеёвка                      | село                         | ↘375      |
| 2 | Малый Снежеток               | село                         | ↘616      |
| 3 | Озёрки                       | деревня                      | 22        |
| 4 | Отделение совхоза «Снежеток» | посёлок                      | 90        |
| 5 | Староклёнское                | село, административный центр | ↘710      |